# Каменоломня (Євпаторійський район)
Каменоло́мня (до 1945 року — Мамай; крим. Mamay) — село Євпаторійського району Автономної Республіки Крим.

## Відомі люди
- Віктор Кузнецов — колишній радянський футболіст, півзахисник, український футбольний тренер.
- Сергій Кузнецов — радянський футболіст, захисника, майстер спорту.